# Davis-Films
La Davis-Films è una compagnia di produzione cinematografica francese, fondata da Samuel Hadida. Il primo film prodotto è Vive les vacances, del 1988. Sino a oggi la compagnia ha prodotto in media una pellicola per anno.

## Filmografia
- Vive les vacances (1988)
- I skrzypce przestaly grac (1988)
- Una vita al massimo (True Romance), regia di Tony Scott (1993)
- Necronomicon, regia di Christophe Gans, Shūsuke Kaneko e Brian Yuzna (1993)
- Killing Zoe, regia di Roger Avary (1994)
- The Expert, regia di Rick Avery e William Lustig (1995)
- Crying Freeman, regia di Christophe Gans (1995)
- Freeway - No Exit (Freeway), regia di Matthew Bright (1996)
- Nirvana (1997)
- Un lupo mannaro americano a Parigi (1997)
- Fino all'inferno (Inferno), regia di John G. Avildsen (1999)
- Il patto dei lupi - Nel nascondiglio della bestia (2001)
- 4ème sous sol (2001)
- Il patto dei lupi (Le Pacte des loups), regia di Christophe Gans (2001)
- Resident Evil, regia di Paul W. S. Anderson (2002)
- Spider (2002)
- Sweat - Deserto di fuoco (Sueurs), regia di Louis-Pascal Couvelaire (2002)
- Sof Ha'Olam Smola (2004)
- Resident Evil: Apocalypse (2004)
- I nuovi eroi (2004)
- Il ponte di San Luis Rey (The Bridge of San Luis Rey), regia di Mary McGuckian (2004)
- Good Night, and Good Luck. (2005)
- El aura, regia di Fabián Bielinsky (2005)
- Domino, regia di Tony Scott (2005)
- Lassie (2005)
- Silent Hill, regia di Christophe Gans (2006)
- The Black Dahlia (2006)
- Profumo - Storia di un assassino (Perfume: The Story of a Murderer), regia di Tom Tykwer (2006)
- Resident Evil: Extinction (2007)
- Mr. Magorium e la bottega delle meraviglie (Mr. Magorium's Wonder Emporium), regia di Zach Helm (2007)
- Solomon Kane, regia di Michael J. Bassett (2009)
- Parnassus - L'uomo che voleva ingannare il diavolo (The Imaginarium of Doctor Parnassus), regia di Terry Gilliam (2009)
- I mercenari 3 (The Expendables 3), regia di Patrick Hughes (2014)
- Mechanic: Resurrection, regia di Dennis Gansel (2016)
- Come ti ammazzo il bodyguard (The Hitman's Bodyguard), regia di Patrick Hughes (2017)
- Hunter Killer - Caccia negli abissi (Hunter Killer), regia di Donovan Marsh (2018)
- Hellboy, regia di Neil Marshall (2019)
- L'ultima vendetta (In the Land of Saints & Sinners), regia di Robert Lorenz (2023)
- The Crow - Il corvo  (The Crow), regia di Rupert Sanders (2024)
- Return to Silent Hill, regia di Christophe Gans (2026)[2]